# 盲斷層
盲斷層是指沒有破裂到地表，因此從地表看來沒有任何異狀的斷層類型，大部分在地圖上也沒有繪製出該盲斷層的實際位置，只有當發生突如其來的地震時才可能被人們所發現。由於盲斷層如此的難以捉摸，有時候都市地底下就存在著尚未被觀察到的盲斷層，若有錯動往往會發生毀滅性地震。

## 成因
盲斷層通常出現在板塊交界帶附近，它的成因和一般的斷層相同，是由於板塊碰撞、擴張或平移，使得一部分的地殼處在高壓之下，累積到一定能量之後斷裂。

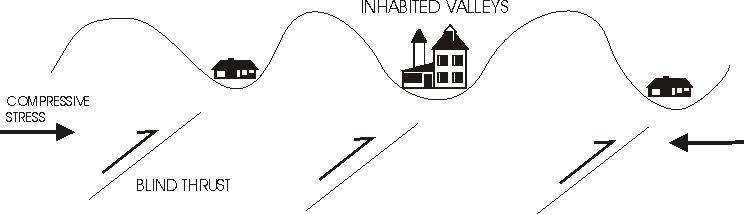
盲斷層圖節。

如圖所示，原本存在斷層的地方，因為長年的侵蝕或堆積而形成各式各樣的地形，最終使得人們從地表上完全無法察覺早先就已存在的斷層，這種情況下就被稱為盲斷層。